# بني راشد (خولان)

تعديل مصدري - تعديل

بني راشد هي إحدى قرى عزلة الاعروش بمديرية خولان التابعة لمحافظة صنعاء، بلغ تعداد سكانها 518 نسمة حسب تعداد اليمن لعام 2004.